# Kolomenský kreml
Kolomenský kreml (rusky Коломенский кремль) je jedna z největších a nejmohutnějších pevností své doby, vystavěná mezi lety 1525–1531 v ruské Kolomně za panování velkoknížete Vasilije III. Roku 1521 vyplenili Kolomnu Krymští Tataři pod velením chána Mehmeda I. Geraje. Moskevské knížectví se proto výstavbou nového kamenného kremlu na místě původního dřevěného snažilo lépe zabezpečit svou jižní hranici. A skutečně, po výstavbě této pevnosti se již nikdy nepodařilo Kolomnu dobýt ani Tatarům, ani Polákům.
Na přelomu 18. a 19. století začal být Kolomenský kreml, podobně jako jinde v Rusku, rozebírán místními obyvateli na stavební materiál. Tomu zamezil až car Mikuláš I., část hradeb a věží však již byla nenávratně zničena. Kreml je tak dochovaný pouze částečně.

## Historie

### Dřevěný kreml
O původním dřevěném kremlu mnoho informací nemáme. První zmínka pochází z roku 1238, kdy Kolomnu dobyl chán Bátú. O mnoho starší kreml být nemohl, protože samotná Kolomna vznikla teprve ve 12. století.
Každopádně nebylo původní kolomenské opevnění pro nepřátele nijak nepřekonatelné. Zvláště ze strany Zlaté hordy docházelo v rámci mongolské invaze k častým úspěšným útokům: roku 1293 dobyl město vojevůdce Tudan, 1382 chán Tochtamiš, 1408 emír Edigej, 1439 vypálil kreml kazaňský chán Ulu-Muhammed, 1521 chán Zlaté hordy Ahmed.
Definitivní konec znamenal pro dřevěný Kolomenský kreml výboj krymskotatarského chána Mehmeda I. Geraje, který jej vypálil cestou na Moskvu.

### Kamenný kreml
Kamenný kreml byl v Kolomně vystavěn v letech 1525–1531 na příkaz velkoknížete Vasilije III. na místě zničeného dřevěného kremlu. Nové kamenné hradby tak nahrazovaly ty dřevěné, jejichž zbytky byly průběžně odstraňovány. Stavba byla pojata opravdu velkoryse – kremelské věže dosáhly výše až 35 m, hradby na některých místech až 21 m. Rozměry odpovídaly mimořádnému významu Kolomenského kremlu – měl posílit jižní hranici rodícího se ruského státu proti četným nájezdům z tohoto směru.
Výstavbu pravděpodobně řídil italský architekt Aloisio da Carcano, který se účastnil budování Moskevského kremlu (ten je tomu kolomenskému velmi podobný). Přítomnost tohoto stavitele by potvrzoval i fakt, že tato mohutná pevnost vyrostla za pouhých 6 let, k čemuž bylo potřeba velkých zkušeností. Italského architekta také prozrazují některé rysy, nápadně podobné severoitalským pevnostem jako Turín, Milán či Verona.
Kreml byl pojat velmi moderně, o čemž svědčí to, že nepředpokládal obranu vedenou pouze lidskou silou, ale také palnými zbraněmi. Za tímto účelem zde byla zhotovena řada střílen.
Obranné kvality kremlu prověřili roku 1606 povstalci pod vedením Ivana Bolotnikova, kteří sice obsadili Kolomnu, ale pevnost jim odolala.
Význam kremlu začal upadat v polovině 17. století, kdy se hranice Ruského carství značně rozšířily a Kolomna přestala být příhraničním městem. Místní se přeorientovali na řemesla a obchod. Nepotřebný kreml se stal vítaným zdrojem materiálu pro rozvíjející se město, a tak začali obyvatelé spontánně rozebírat mocné cihlové hradby. Ničení kremlu bylo zakázáno až výnosem Mikuláše I. roku 1826, avšak velká část areálu již byla nenávratně zničena.

## Areál kremlu

### Hradby a věže
Kolomenský kreml měl původně 2 brány a 16 věží, z nichž tři byly věžové brány. Dochovalo se však pouze 7 věží, jeden kompletní úsek hradby mezi dvěma věžemi a dvě nekompletní části hradeb.
Dochované věže:
- Páteční brána (věžová brána)
- Shořelá věž
- Spasská věž
- Simeonovská věž
- Jamská věž
- Granovitá věž
- Kolomenská věž

### Chrámy a kláštery
Většina chrámů Kolomenského kremlu je koncentrována na Chrámovém náměstí či v jeho blízkosti.
- Katedrála Zesnutí přesvaté Bohorodice a zvonice
- Novogolutvinský ženský klášter
- Chrám vzkříšení páně
- Tichvinský chrám
- Chrám Nikoly Gostinského
- Brusenský ženský klášter Zesnutí přesvaté Bohorodice

## Galerie

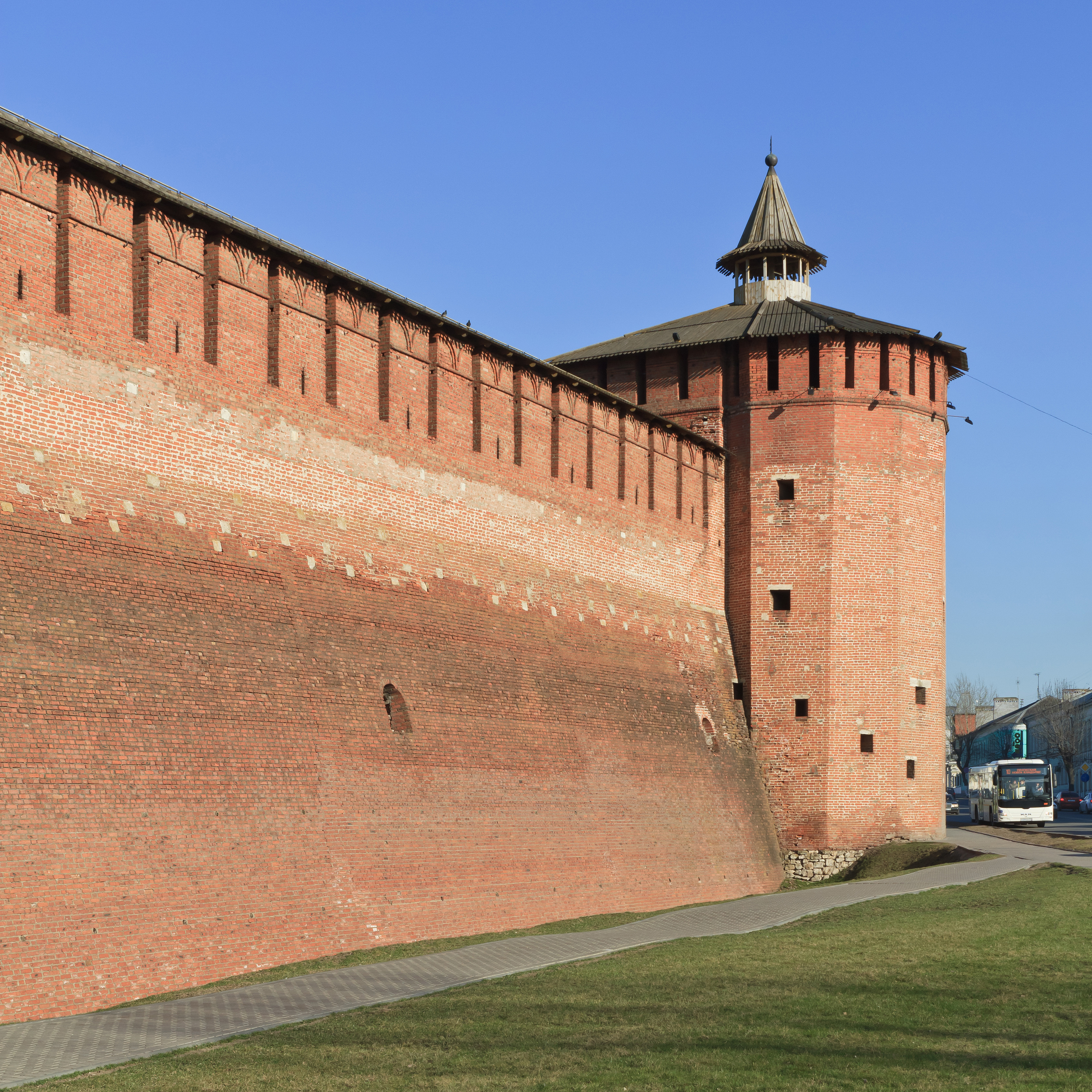
Granovitá věž
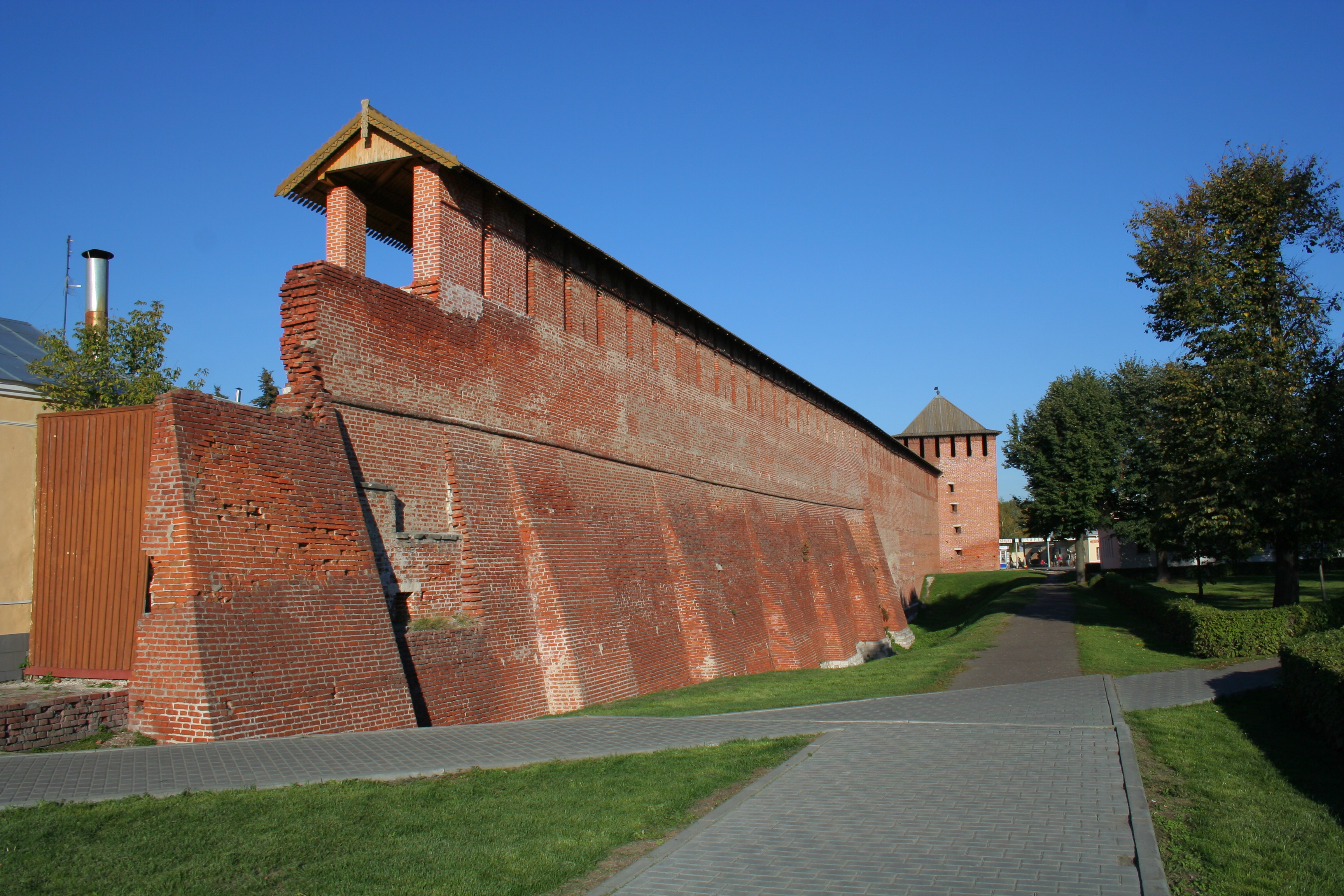
Část hradby s Jamskou věží
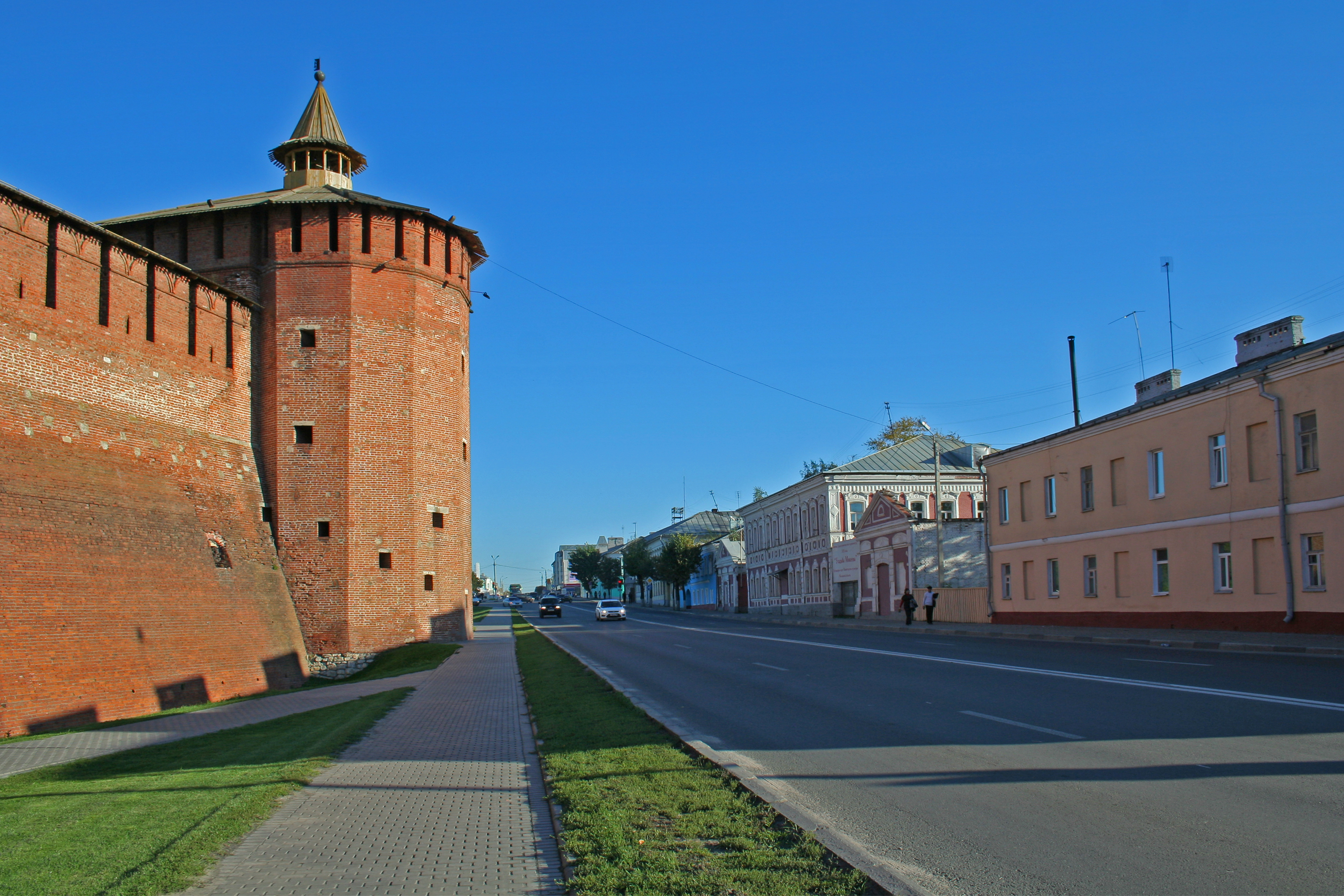
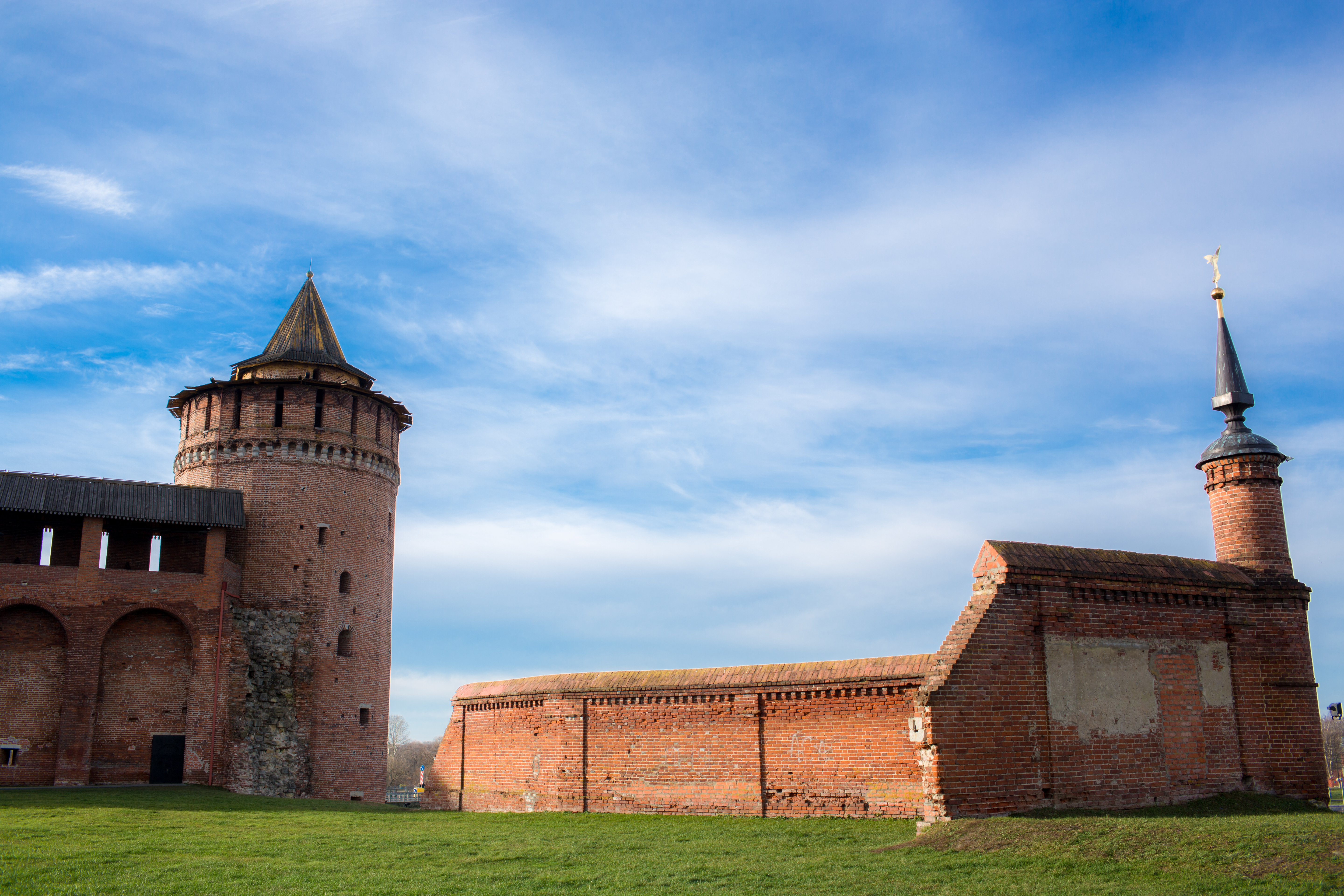
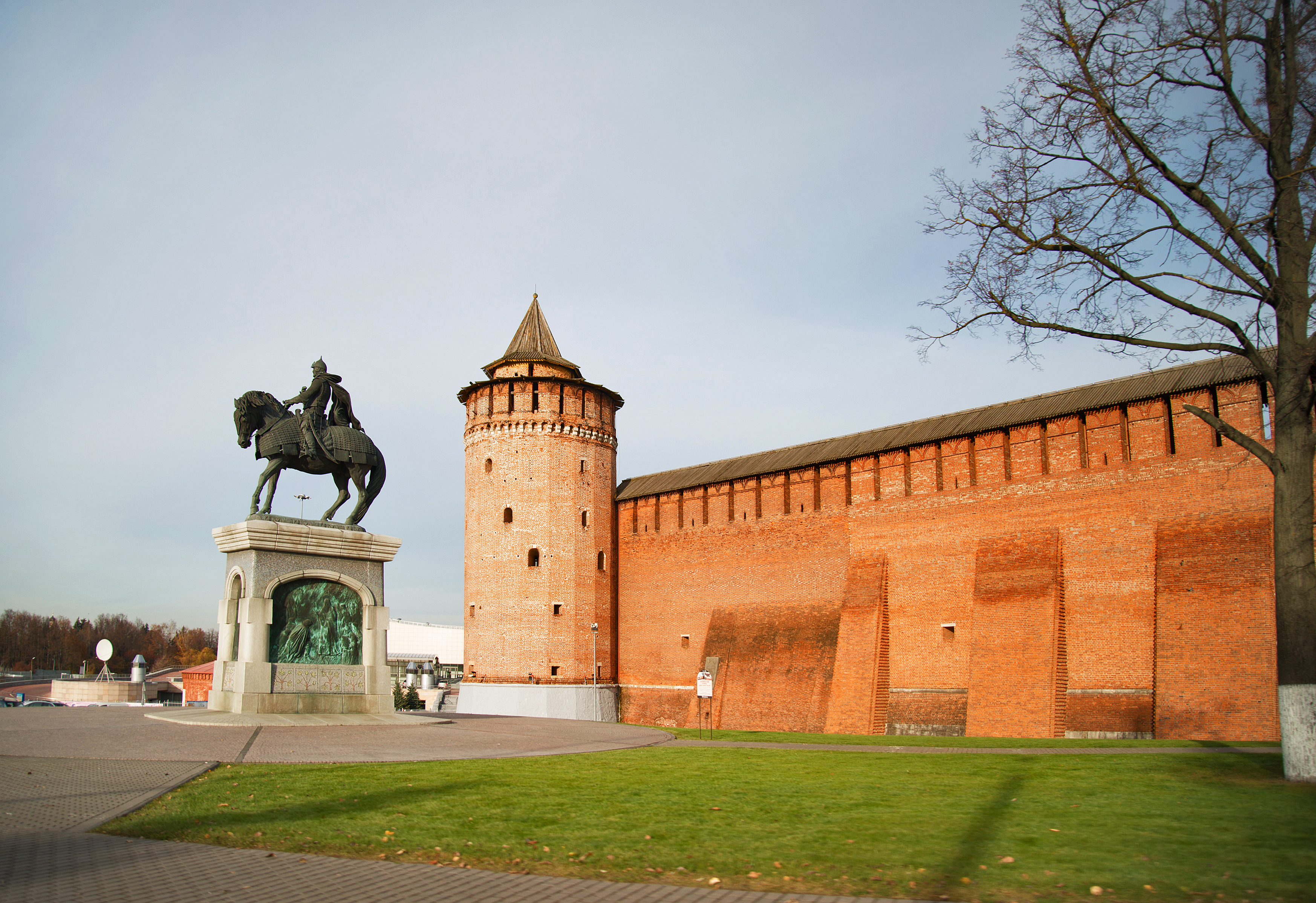
Kolomenská věž
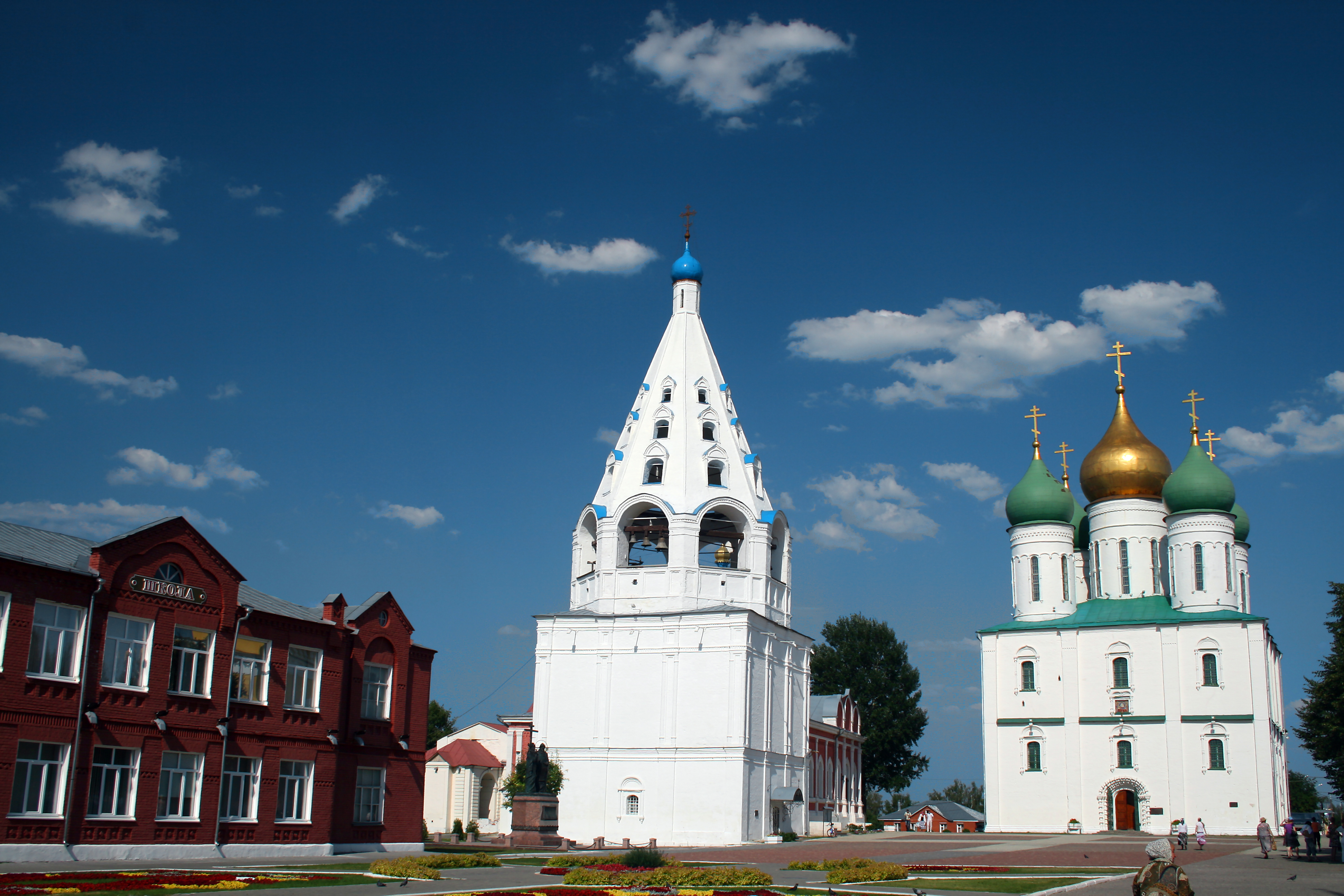
Katedrála Zesnutí přesvaté Bohorodice se zvonicí
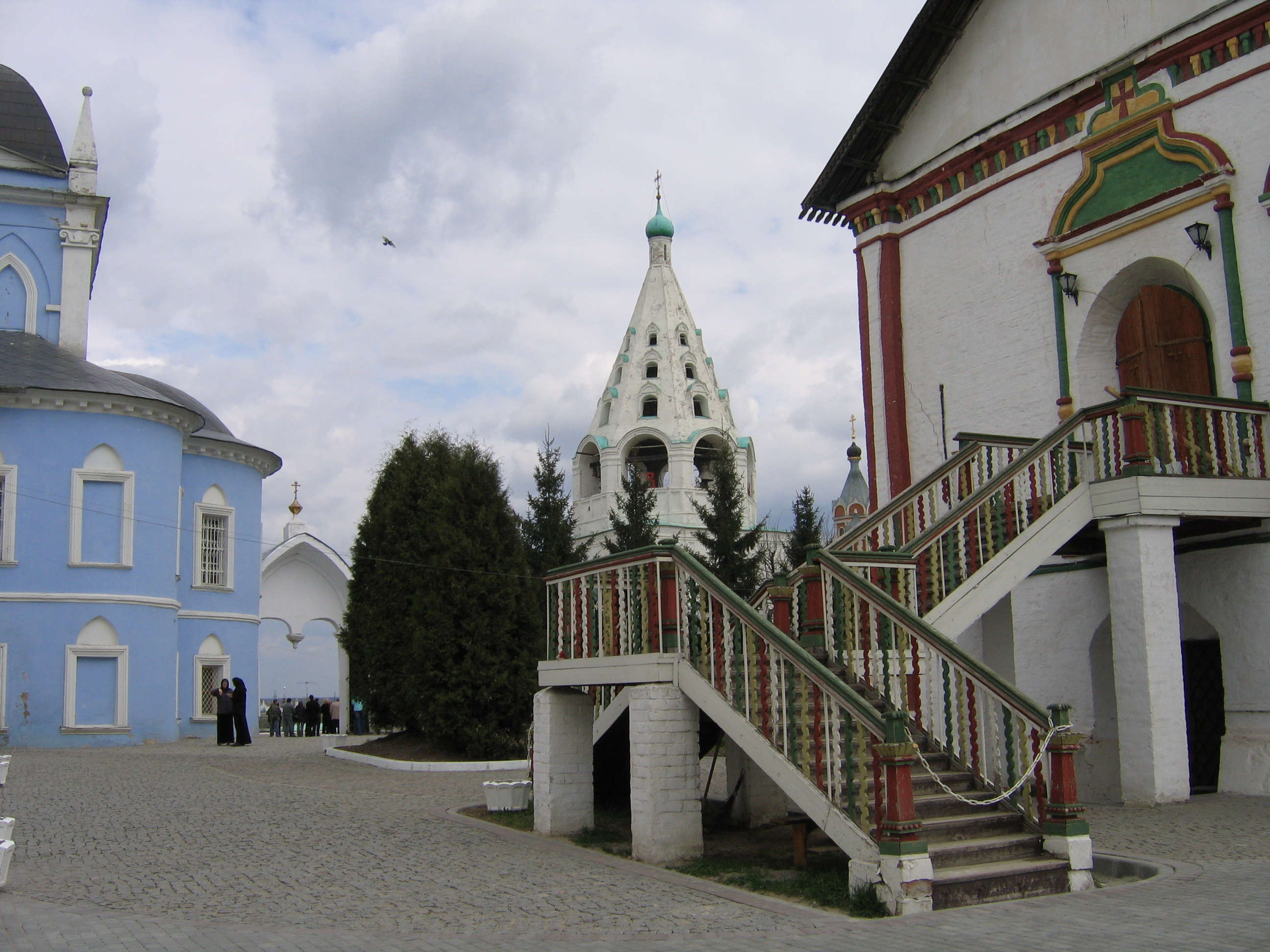
Novogolutvinský ženský klášter
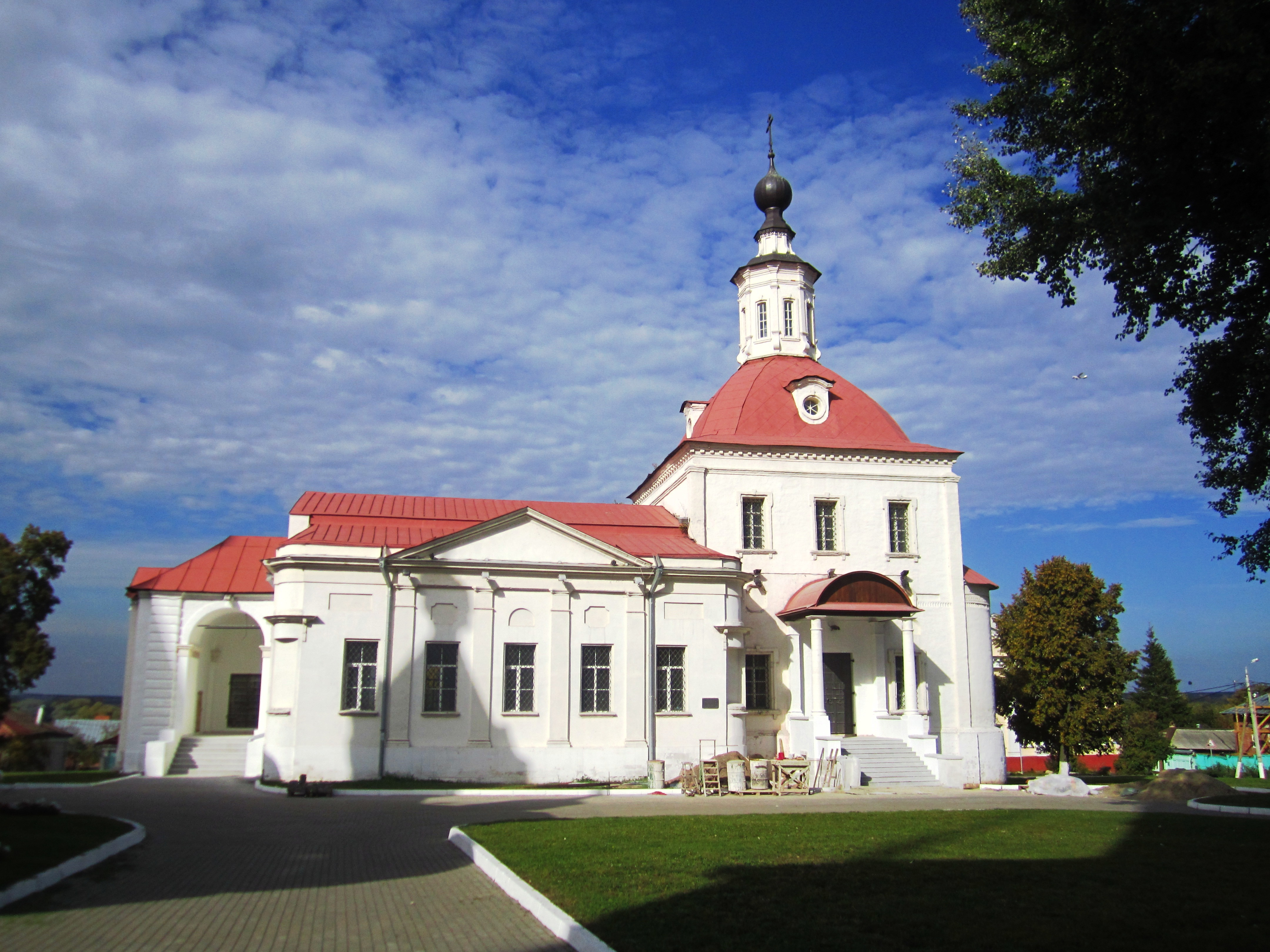
Chrám vzkříšení páně
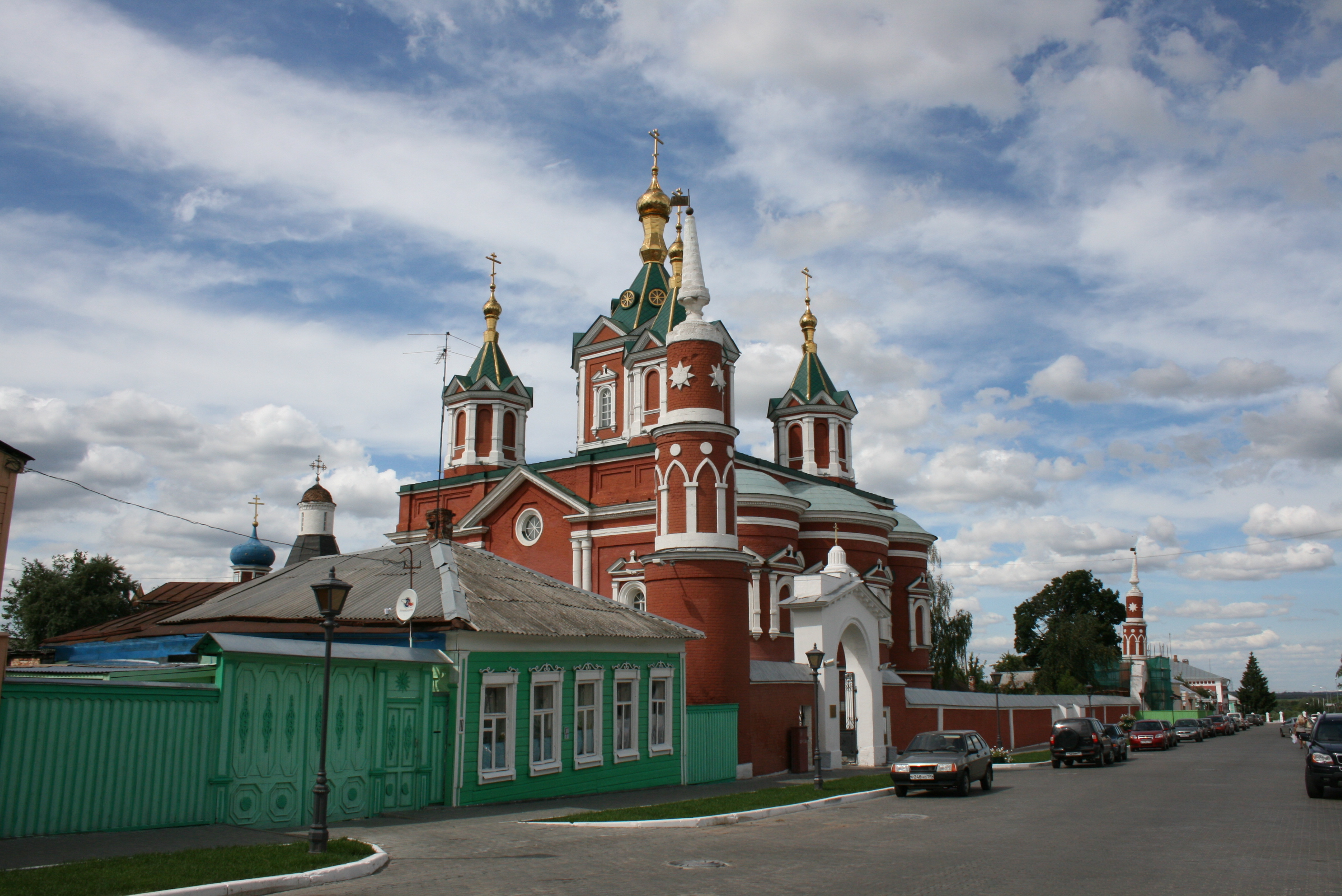
Brusenský ženský klášter Zesnutí přesvaté Bohorodice